# سراب زارم (شيروان)
سراب زارم (بالفارسية: سراب زارم) هي مستوطنة تقع في إيران في قسم شیروان الريفي. يقدر عدد سكانها بـ 471 نسمة .